# Diferencijalni kompenzator
Frekventna kompenzacija je postupak u kojem se podešava oblik frekventnih karakteristika kružnog pojačanja, da bi se obezbijedio željeni fazni i amplitudski pretek (fazna i amplitudska margina). Ove veličine određuju koliko je neko kolo daleko od nestabilnosti. Kolo je stabilno ako su ove veličine pozitivne.
Jedan od osnovnih problema pri korištenju negativne povratne sprege je mogućnost da kolo proosciluje, tj. da postane nestabilno. Tada se, za signal male amplitude na ulazu, na izlazu sistema dobija signal beskonačne amplitude. Da bi se postigla veća stabilnost kola i izbjeglo oscilovanje, koriste se metodi frekventne kompenzacije. Matematički, uslov oscilovanja je:
{\displaystyle A_{\beta }=1+0*j}
gdje je Aβ funkcija kružnog pojačanja.
Pozitivan fazni i amplitudski pretek može se postići smanjenjem kružnog pojačanja, tj. translacijom amplitudske karakteristike funkcije naniže ili kompenzacijom dominantnim polom. Međutim, ove tehnike kompenzacije se zasnivaju na grubom smanjenju pojačanja i smanjenju propusnog opsega.
Nasuprot ovim tehnikama, kompenzacija nulom i polom postiže pozitivan pretek faze i amplitude uz daleko manje smanjenje pojačanja i propusnog opsega.
Ova tehnika kompenzacije svodi se na unošenje jednog pola i jedne nule u funkciju kružnog pojačanja. Njihovim pomjeranjem, frekventne karakteristike kružnog pojačanja se podešavaju na željeni oblik. Prema odnosu učestanosti na kojima se nalaze nula i pol, kompenzacija nulom i polom može biti:
- diferencijalna, za ;
- integralna, za .

Diferencijalna kompenzacija se bazira na unošenju nule na učestanosti, koja je nešto manja od jedinične učestanosti kružnog pojačanja nekompenzovanog pojačavača. Učestanost pola se bira nešto iznad jedinične učestanosti. Ovako se dobijaju veći fazni pretek i veća jedinična učestanost kompenzovanog kola. Ova kompenzacija ima smisla samo ako su učestanosti i dovoljno udaljene.
Realizacija diferencijalne kompenzacije se obavlja umetanjem RC četvoropola u kolo povratne sprege. Jedna od realizacija diferencijalnog kompenzatora prikazana je na slici.
Kod njega su kompenzacioni otpornici istovremeno elementi kola povratne sprege koji određuju pojačanje cijelog pojačavača. Ovakvo rješenje unaprijed određuje odnos učestanosti nule i pola kompenzacionog kola, jer iz njegove prenosne funkcije:
{\displaystyle {\frac {v_{i}}{v_{u}}}={\frac {R_{1}}{R_{1}+R_{2}}}*{\frac {1+j*{\frac {\omega }{1/R_{2}C}}}{1+j*{\frac {\omega }{1/(R_{1}||R_{2})C}}}}={\frac {R_{1}}{R_{1}+R_{2}}}*{\frac {1+j*{\frac {\omega }{\omega _{nk}}}}{1+j*{\frac {\omega }{\omega _{pk}}}}}}
slijedi:
{\displaystyle {\frac {f_{pk}}{f_{nk}}}=1+{\frac {R_{1}}{R_{2}}}}
Iz ove jednačine se vidi da je diferencijalni kompenzator u kolu povratne sprege efikasan samo ako je pojačanje pojačavača sa reakcijom dovoljno veće od jedan (barem deset puta). Ovaj nedostatak se može izbjeći ako se kompenzator postavi unutar pojačavača, jer će tada učestanosti  i  biti nezavisne od parametara kola povratne sprege 1 i 2 , čiji odnos određuje potrebno pojačanje. Tada će i jedinični pojačavač moći da se kompenzuje diferencijalnim kompenzatorom.
Diferencijalnim kompenzatorom se jedan pol nekompenzovanog pojačavača u okolini jedinične učestanosti pomjera ka višim učestanostima tako što se njegova vrijednost poklopi sa nulom kompenzatora. Iznos tog pomjeraja je određen odnosom učestanosti pola i nule kompenzovanog kola . Ostali polovi ostaju u istom položaju. Ovako se dobija potrebno povećanje faznog preteka.

## Literatura
- Bagarić, I. (1996). „Metrologija električnih veličina“. Beograd.
- S. Sedra, Adel; Kenneth C. Smith (2004). „Microelectronic circuits“.
- Stanković, S.; R. Laković (1999). „Elektronika“.
- Živković, D.; Popović M. (1992). „Impulsna i digitalna elektronika“. Beograd.